# Смокрић
Смокрић је насељено мјесто у Лици, припада општини Ловинац, у Личко-сењској жупанији, Република Хрватска.

## Географија
Од Ловинца је удаљен око 3 км источно. У Смокрићу извире ријека Суваја.

## Назив
Подручје у којем је смјештен Смокрић је изразито шумовито и обилује влагом у јесен и прољеће. И под утиском сталне влаге, добио је име Смокрић.

## Историја
Смокрић се од распада Југославије до августа 1995. године налазио у Републици Српској Крајини. До територијалне реорганизације у Хрватској насеље се налазило у саставу бивше велике општине Грачац.

## Становништво
Према попису из 1991. године, насеље Смокрић је имао 102 становника, међу којима је било 101 Хрвата и 1 остали. Према попису становништва из 2001. године, Смокрић је имао 55 становника. Према попису из 2011. године, Смокрић је имао 23 становника.
| Демографија | Демографија | Демографија |
| Година      | Становника  | Становника  |
| ----------- | ----------- | ----------- |
| 1948.       | 472         |             |
| 1953.       | 424         |             |
| 1961.       | 288         |             |
| 1971.       | 257         |             |
| 1981.       | 177         |             |
| 1991.       | 102         |             |
| 2001.       | 55          |             |
| 2011.       |             | 23          |